# Uromyrtus thymifolia
Uromyrtus thymifolia là một loài thực vật có hoa trong Họ Đào kim nương. Loài này được (Planch. ex Guillaumin) Burret miêu tả khoa học đầu tiên năm 1941.